# Чакачатна (река)
Чакачатна (англ. Chakachatna River) — река в южной части штата Аляска, США. В административном отношении протекает по северо-западной части боро Кенай.
Длина реки составляет 58 км. Берёт начало из озера Чакачамна и течёт в юго-восточном направлении. Впадает в реку Мак-Артур недалеко от места её впадения в залив Кука. Устье реки находится в 51 км к северо-западу от города Кенай.
Питание рек Чакачатна и Мак-Артур — главным образом ледниковое. Основная рыба, которую здесь ловят — чавыча, кижуч и нерка.